# Salix bornmuelleri
Salix bornmuelleri là một loài thực vật có hoa trong họ Liễu. Loài này được Hausskn. miêu tả khoa học đầu tiên.